# Махан (племенной союз)
Маха́н — племенной союз в южной части Корейского полуострова на территории, где позднее возникла провинция Чхунчхондо, существовавший с I века до н. э.до III века н. э. Возникший из частей государства Чин под давлением миграционных потоков из разбитого Кочосона, Махан относится южнокорейскими историками к Самхан («Три Хана»), наряду с Пёнханом и Чинханом. Пэкче возникло как небольшой город-государство в составе Махан, однако затем окрепло, подчинило себе соседние племена и стало одним из Трёх корейских государств.

## История
Множество бронзовых предметов и орудий производства Махана, найденные археологами, указывают на то, что Махан был древнейшим из трёх союзов Самхана.
В 44 году н. э. выходец из Махан Сумаши приехал в Лэлан с данью. Император назначил его правителем города Ляньсы (廉斯) из которого он происходил, соответственно город Ляньсы был присоединён к Лэланской префектуре, а Сумаши был обязан 4 раза в год являться ко двору императора.
В I и II веках н. э. с переходом к железной культуре, центр Махана переместился из Мокчи в Пэкче. Пэкче со временем завоевало и вобрало в себя все остальные племена Махана и выросло в одно из Трёх раннефеодальных государств Кореи, наряду с Силлой и Когурё.

## Хозяйство. Культура
Жители занимались земледелием, ткачеством и шелководством. Собирали каштаны. Разводили длиннохвостых кур (en:Jangmigye).
Селения не имели планировки или кварталов, также не было городских стен.  Жилища были похожи на землянки. Не было китайских ритуалов встречи. Не считались ценностями золото, серебро, шёлковые и шерстяные ткани, ценился жемчуг, который обильно использовали для украшения костюма и себя. Обычно ходили с непокрытой головой, завязывали волосы на темени. Халаты холщовые, сандалии делали из соломы. Верховой езды не было.
Описан ритуал инициации: прокалывали кожу на спине и продевали сквозь неё кожаную верёвку, к которой привязывают деревянный чурбан, зрители краками подгоняли, чтобы он поднял чурбан кожей спины. Делали татуировки.
В пятый лунный месяц (примерно май) совершали жертвоприношение духам для благополучного начала полевых работ, пили вино, пели, плясали. В октябре проводили такой же праздник в связи с завершением работ. В каждом селении был жрец (天君), который и руководил жертвоприношениями. Для духов также вешали бубны на дерево.
Также были святые места: «суту» (蘇塗) — места, в которых предоставляли убежище тем, кто скрывается, если он сможет добраться туда.

### Потомки выходцев из Цинь
Китайцы узнали от маханских стариков, что они с давних пор принимали у себя беженцев из Цинь, от которых маханцы переняли некоторые слова. Потомки выходцев из Цинь сами себя называют бяньчень (弁辰) которые имели отдельные селения с частоколом, жили более организованно. Сохранили некоторое подобие чиновников, от старшего к младшему: ченьчжи (臣智), цзяньцэ (儉側), фаньчжи (樊秖), шаньси (殺奚), ицзе (邑借). Разводили шелкопряда. Имели ритуалы похожие на китайские. Выплавляли железо.

## Список Маханьских племён
Согласно Сан го Чжи , Махан состоял из 54 племён, каждое населением до 10 тысяч семей:
- Арим (아림국, 兒林國)
- Вонджи (원지국, 爰池國)
- Вонян (원양국, 爰襄國)
- Иллан (일난국, 一難國)
- Илли (일리국, 一離國)
- Ильхва (일화국, 日華國)
- Имсобан (임소반국, 臨素半國)
- Йомно (염로국, 冉路國)
- Йорэбири (여래비리국, 如來卑離國)
- Камхэ (감해국, 感奚國)
- Камхэбири (감해비리국, 監奚卑離國)
- Кобири (고비리국, 古卑離國)
- Ковон (고원국, 古爰國)
- Конма (건마국, 乾馬國)
- Корап (고랍국, 古臘國)
- Кори (고리국, 古離國)
- Котханджа (고탄자국, 古誕者國)
- Копхо (고포국, 古蒲國)
- Куро (구로국, 狗盧國)
- Кусаодан (구사오단국, 臼斯烏旦國)
- Кусо (구소국, 狗素國)
- Кухэ (구해국, 狗奚國)
- Мокчи (목지국, 目支國)
- Манно (Макро) (막로국, 莫盧國)
- Манно (Манро) (만로국, 萬盧國)
- Моробири (모로비리국, 牟盧卑離國)
- Мосу (모수국, 牟水國)
- Норам (노람국, 怒藍國)
- Нэбири (내비리국, 內卑離國)
- Пёкпири (벽비리국, 辟卑離國)
- Пими (비미국, 卑彌國)
- Пири (비리국, 卑離國)
- Пульсабунса (불사분사국, 不斯濆邪國)
- Пульми (불미국, 不彌國)
- Пурун (불운국, 不雲國)
- Пэкче (백제국, 伯濟國)
- Санве (상외국, 桑外國)
- Саро (사로국, 駟盧國) Не путать с Саро в Чинхане — у них разная запись на ханчче)
- Синбунхваль (신분활국, 臣濆活國)
- Синсодо (신소도국, 臣蘇塗國)
- Синунсин (신운신국, 臣雲新國)
- Синхын (신흔국, 臣國)
- Совигон (소위건국, 素謂乾國)
- Соннобульса (속로불사국, 速盧不斯國)
- Сосоксак (소석삭국, 小石索國)
- Тэсоксак (대석삭국, 大石索國)
- Ухюмотхак (우휴모탁국, 優休牟涿國)
- Чариморо (자리모로국, 咨離牟盧國)
- Чибан (지반국, 支半國)
- Чичхим (지침국, 支侵國)
- Чхиригук (치리국국, 致利鞠國)
- Чхомно (첩로국, 捷盧國)
- Чхори (초리국, 楚離國)
- Чхосандобири (초산도비리국, 楚山塗卑離國)